# Peridroma copria
Peridroma copria är en fjärilsart som beskrevs av Márton Hreblay. Peridroma copria ingår i släktet Peridroma och familjen nattflyn. Inga underarter finns listade i Catalogue of Life.